# Baía de Sydney

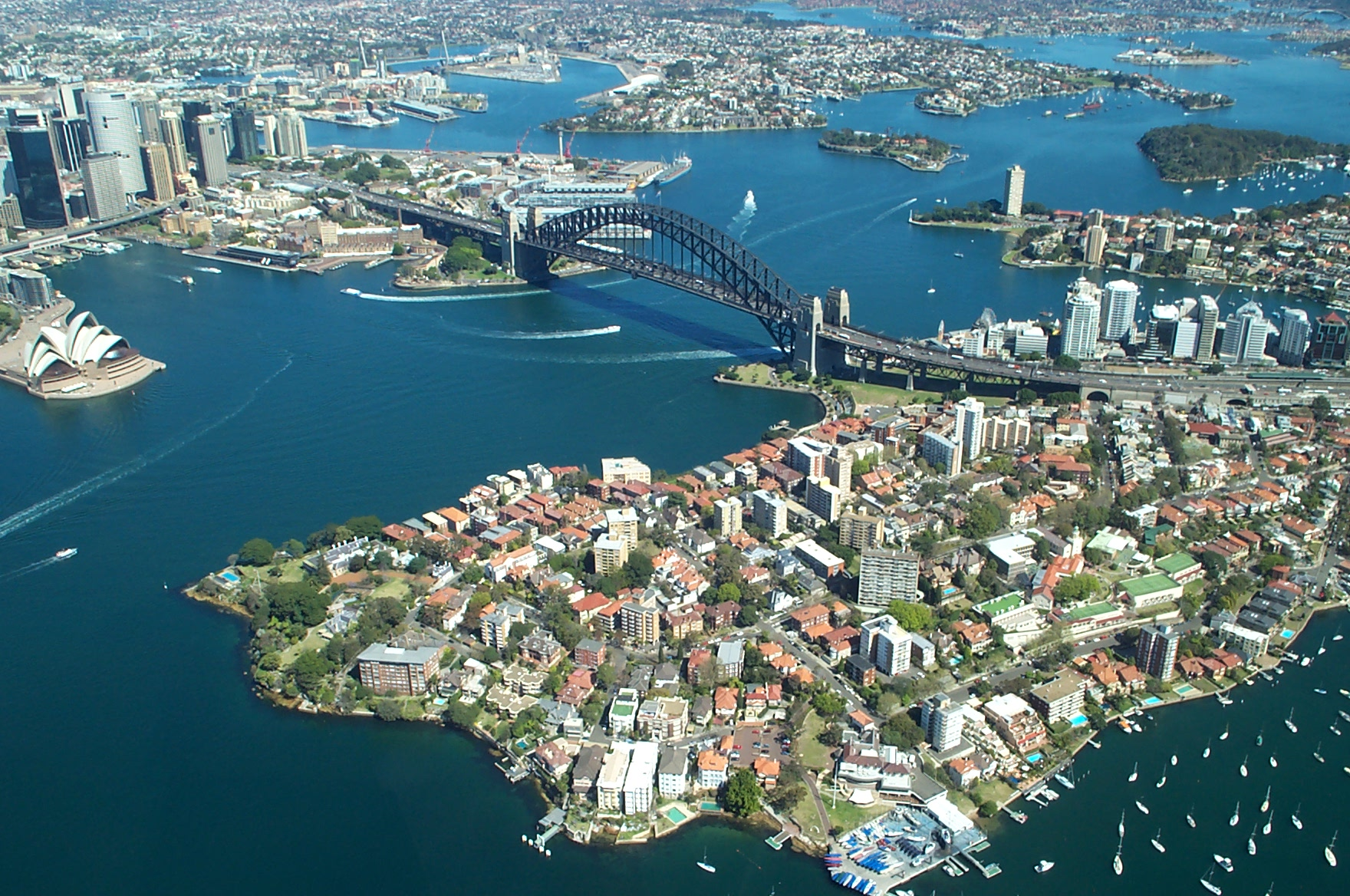
Vista de Port Jackson, com a Ponte da Baía de Sydney ao centro e e a Ópera de Sydney à esquerda

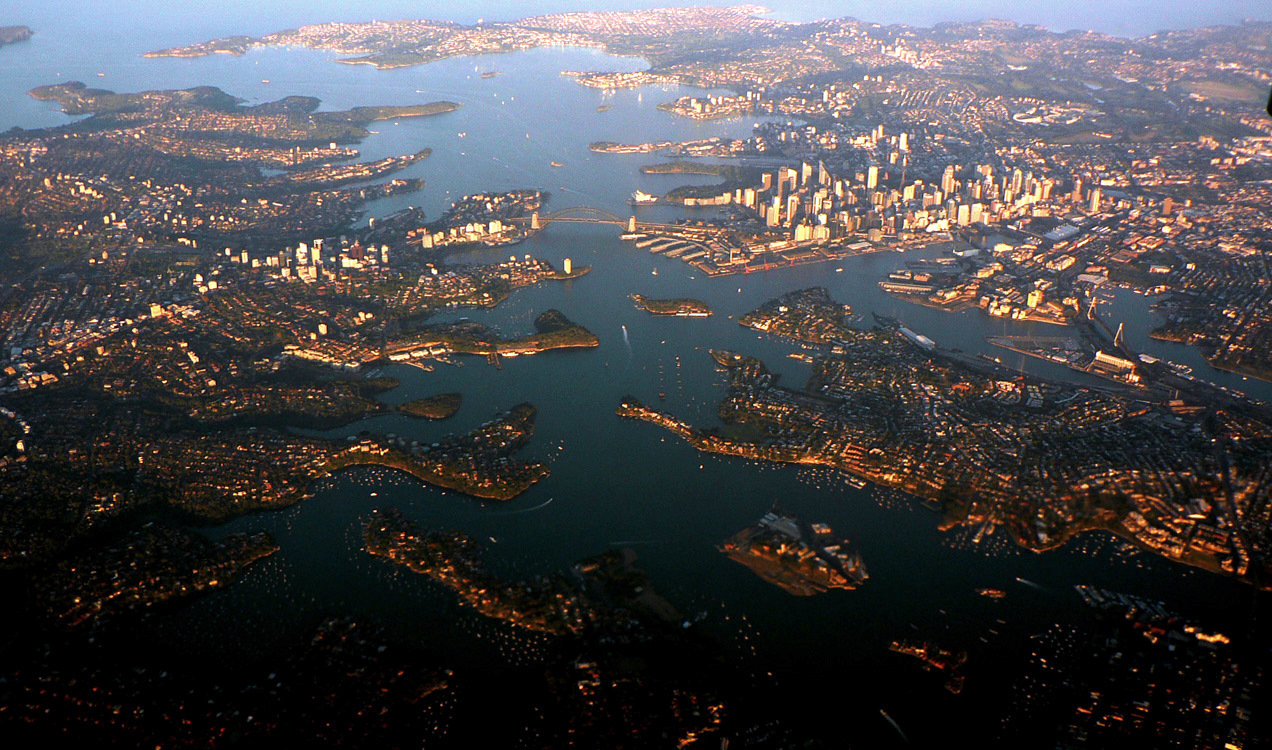
Port Jackson

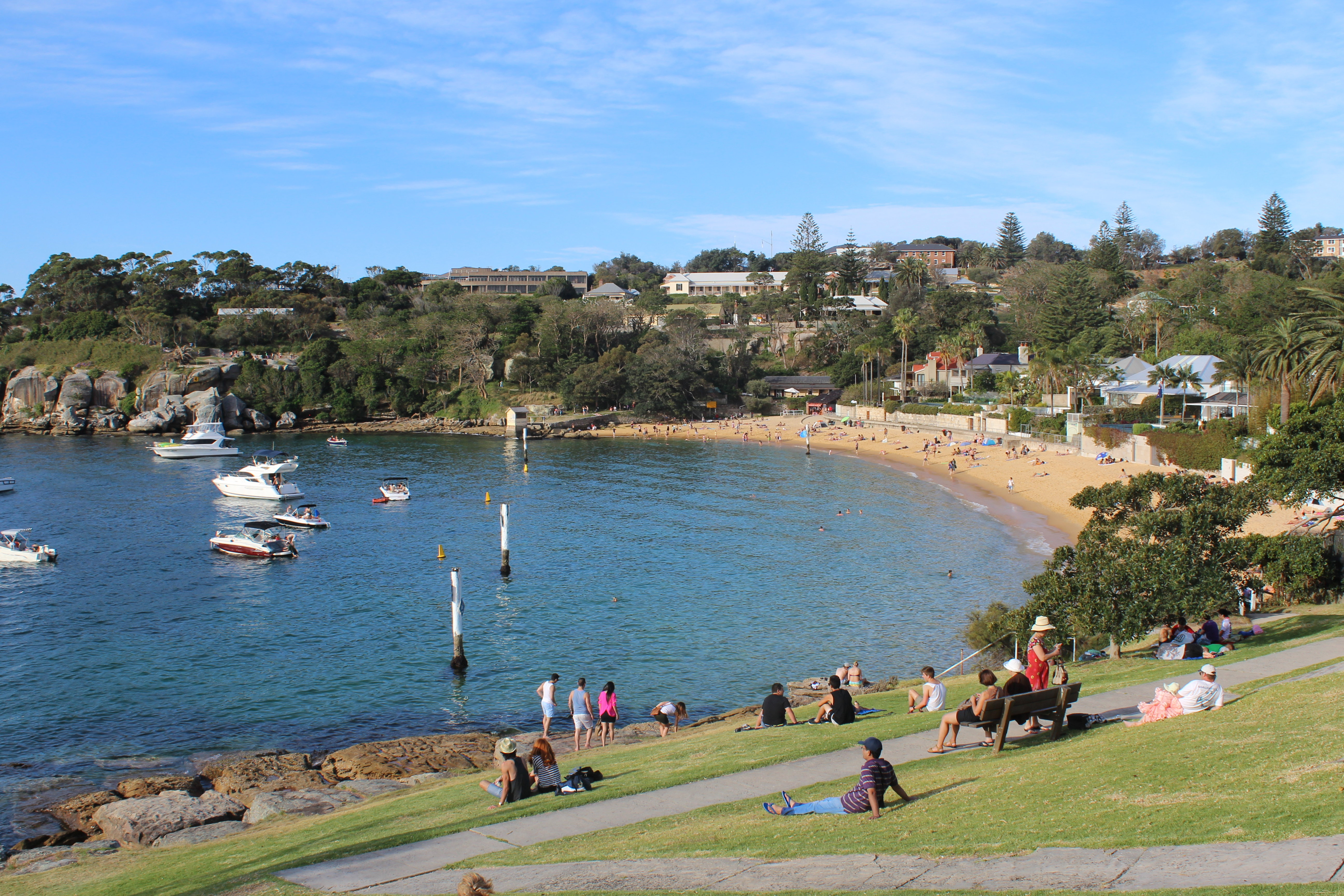
Camp Cove, a 3 km a leste de Port Jackson, onde Arthur Phillip desembarcou ao procurar um local de assentamento

A baía de Sydney ou Port Jackson é uma ria e porto natural em volta do qual se situa Sydney, a maior aglomeração urbana da Austrália. A área designada Port Jackson é constituída pelos corpos de águas de Sydney Harbour (Porto de Sydney), Middle Harbour e as rias chamadas rio Parramatta e rio Lane Cove. Na baía localizam-se dois dos mais famosos símbolos da cidade, a Ópera de Sydney , e a Ponte da Baía de Sydney (em inglês: Sydney Harbour Bridge), que juntas formam uma das vistas mais bonitas e fotografadas do mundo. Outra ponte que atravessa a baía é a Ponte Anzac. O porto estende-se por 19 km do mar da Tasmânia a leste até às proximidades do subúrbio de Rozelle, a oeste. Neste ponto, reduz-se ao rio Parramatta e ao rio Lane Cove. O Parque Olímpico de Sydney é banhado pelo rio Parramatta.
A baía de Sydney incorpora inúmeras outras baías menores tanto a norte como a sul, sendo as maiores localizadas a sul, incluindo a Sydney Cove, que banha a área conhecida por Circular Quay, bem no coração do centro da cidade. Outras baías destacáveis são a Cockle Bay (no famoso Darling Harbour), Woolloomooloo, Watsons Bay, Double Bay, e Rose Bay. Há numerosas pequenas ilhas na baía, destacando-se Cockatoo (onde realizam-se festivais musicais e outros eventos) e o Forte Deninson, que foi uma prisão a céu aberto no passado, e hoje é mais uma atração turística de Sydney. Nas margens Norte, localizam-se alguns dos bairros residenciais mais afluentes de Sydney e da Austrália, incluindo Mosman, Kirribilli, e Neutral Bay.
Inúmeras embarcações navegam pela baía de Sydney, incluindo alguns dos maiores cruzeiros turísticos do mundo que anualmente visitam a cidade, navios militares que ancoram na base naval de Garden Island e balsas de passageiros que fazem parte do sistema público de transporte de Sydney (Sydney Ferries) e transportam passageiros de Manly, passando pelo centro da cidade e pelo Parque Olímpico de Sydney, até Parramatta na zona oeste. Nos fins-de-semana, muitos moradores velejam pelas suas águas, formando um belo espetáculo.
A maior corrida de iates da Austrália, a Regata Sydney-Hobart, todos os anos parte da baía de Sydney no dia 26 de Dezembro, e segue até Hobart, na Tasmânia, percorrendo uma distância de mais de 600 milhas náuticas.
A maior celebração de Ano Novo no país também é celebrada nas margens da baía de Sydney, quando mais de um milhão de pessoas assistem a um dos espetáculos de fogo de artifício mais espetaculares do planeta.